# Prodige du cœur
Prodige du cœur est un roman de Charles Silvestre publié en 1926 aux éditions Plon et ayant reçu la même année le prix Femina.

## Éditions
- Prodige du cœur, éditions Plon, 1926.